# 가넨테역
가넨테역(일본어: 金手駅、かねんてえき)은 일본 야마나시현 고후시에 위치한 도카이 여객철도 미노부 선의 철도역이다. 단선 승강장 1면 1선의 구조를 갖춘 지상역이다.

## 이용 현황
| 연도     | 하루 평균 승차 인원 |
| 2005년도 | 45                  |
| 2006년도 | 46                  |
| 2007년도 | 50                  |
| 2008년도 | 54                  |
| 2009년도 | 62                  |
| 2010년도 | 63                  |
| -------- | ------------------- |

## 역 주변
- 고후 시립 도서관
- 조젠지
- 노조지
- 국도 제411호선

## 역사
- 1929년 8월 15일 : 후지 미노부 철도의 가넨테 정류장으로서 개업.
- 1938년 10월 1일 : 후지 미노부 철도를 국가가 차용, 동시에 역으로 승격해, 화물 취급을 개시.
- 1941년 5월 1일 : 국유화되어, 국철 미노부 선의 역이 된다.
- 1945년 7월 : 고후 공습에 의해 화재, 영업 정지.
- 1953년 5월 10일 : 영업 재개.
- 1959년 4월 1일 : 화물 취급을 폐지.
- 1970년 10월 1일 : 무인역화.
- 1987년 4월 1일 : 일본국유철도 분할 민영화에 의해, 도카이 여객철도가 승계.

## 인접 역
| 도카이 여객철도 미노부 선 | 도카이 여객철도 미노부 선 | 도카이 여객철도 미노부 선 |
| ------------------------- | ------------------------- | ------------------------- |
| 젠코지 후지 방면          | ■ 미노부 선               | 고후 고후 방면            |